# Diktam
Diktam (Dictam) er en lille slægt med 1-3 arter, der er udbredt i Kina, Korea, Østsibirien, Centralsien, Mellemøsten og Syd- og Østeuropa. Det er stauder med en opret, stiv vækst. Skuddenen er runde i tværsnit, svagt behårede og let blåduggede. Bladene er spredtstillede og uligefinnede med helrandede småblade. Blomsterne er 5-tallige og regelmæssige med hvide, lyserøde eller rosenrøde kronblade. Alle dele af planten lugter kraftigt af æteriske olier. Herbeskrives kun den ene art, som dyrkes i Danmark.
| Beskrevne arter |

- Hvid Diktam (Dictamnus albus)

| Andre arter |

- Dictamnus angustifolius
- Dictamnus dasycarpus